# Маастрихт
 Тази статия е за града.  За геоложкия етаж вижте Маастрихт (геология).  
Маастрихт (на нидерландски: Maastricht) е един от двата най-стари града в Нидерландия (заедно с Неймеген) и административен център на провинция Лимбург. Разположен е около река Маас. Населението му е 121 050 души от преброяването на 1 юни 2011 г. Има международно летище.

## Събития
През 1992 г. в града е подписан Маастрихтският договор.

## Икономика
- стъкларска и керамична промишленост
- химическа промишленост
- машиностроене

## Забележителности
- Църква „Синт-Серваскерк“, основана през 6 век и построена през 10 — 15 век
- Църква „Онзе-ливе-Врау“ (12 век)
- многобройни църкви и манастири (13-18 век)

## Спорт
Представителният футболен отбор на града носи името МВВ.

## Известни личности
Родени в Маастрихт
- Баудевейн Зенден (р. 1976), футболист
- Ян Пьоманс (р. 1951), белгийски политик
- Андре Рийо (р. 1949), цигулар
- Франс Тимерманс (р. 1961), политик

## Kартинна галерия
- Маастрихт - Maastricht